# Giuseppe Bolognesi
Giuseppe Bolognesi, indicato da alcune fonti anche come Antonio Bolognesi (Livorno, 20 agosto 1908 – 11 giugno 1990), è stato un calciatore italiano, di ruolo centrocampista.

## Carriera
Giocò in Serie A con il Livorno.